# Władysław Kaczmar
Władysław Kaczmar (ur. 30 marca 1921, zm. 10 grudnia 1989.) – polski inżynier mechanik. Absolwent Politechniki Śląskiej. Od 1973 profesor na Wydziale Mechanicznym Politechniki Wrocławskiej i dziekan
tego wydziału (1975-1981).

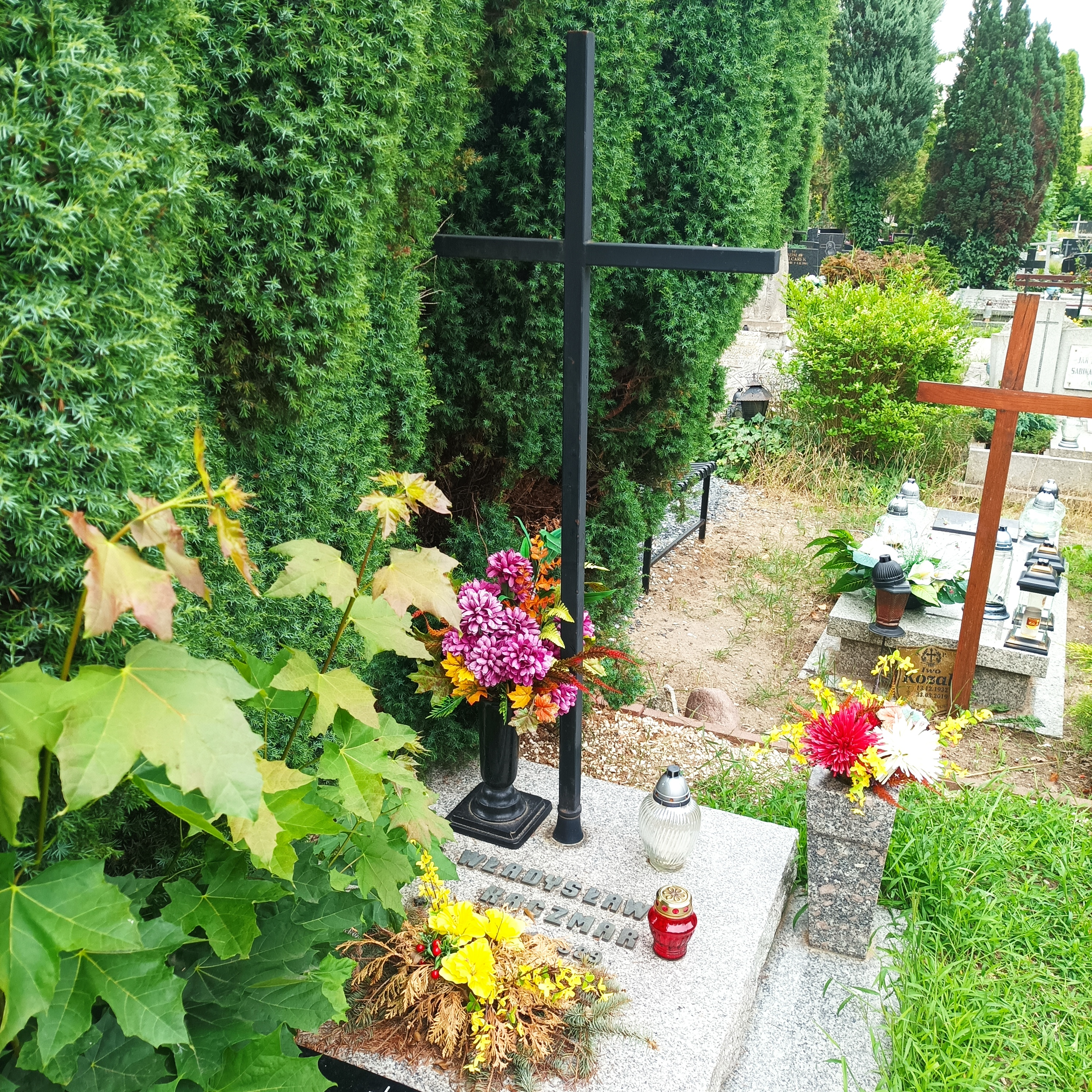
Grób prof. Władysława Kaczmara na Cmentarzu Świętej Rodziny

Został pochowany na Cmentarzu Świętej Rodziny we Wrocławiu.